# Nobelinstitut
Nobelinstitut är en beteckning på ett antal vetenskapliga institut som skapats inom de olika institutioner som utser pristagare för de olika nobelprisen. Nobelinstituten är framför allt avsedda som stöd för nobelkommittéerna i deras arbete med att granska inkomna förslag om pristagare. De avsågs ursprungligen också kunna vara självständiga forskningsinstitut inom sitt område, men denna roll är idag nedtonad. Möjligheten för de prisutdelande institutionerna att inrätta nobelinstitut fanns med i Nobelstiftelsens ursprungliga grundstadgar.
Institutens inrättande var dock inte föreskrivet i Alfred Nobels testamente. Å.G. Ekstrand menade att idén förmodligen kom från kemisten Lars Fredrik Nilson.
Antalet nobelinstitut har varierat över tiden. De nobelinstitut som förekommit är:

## Svenska Akademiens Nobelinstitut
Svenska Akademiens Nobelinstitut är kombinerat med Svenska Akademiens Nobelbibliotek, som upprättades 1901. Biblioteket innehåller sådan litteratur som akademien och dess nobelkommitté behöver för arbetet med att utse pristagare för Nobelpriset i litteratur.

## Norska Nobelinstitutet
Norska Nobelinstitutet stödjer Norska Nobelkommittén i dess arbete med att utse pristagare till Nobels fredspris. I institutet ingår ett forskningsbibliotek, och institutet har även hand om de praktiska arrangemangen för nobelprisutdelningen i Oslo. Det inrättades 1 februari 1904 i dåvarande Kristiania.

## Kungliga Vetenskapsakademiens nobelinstitut

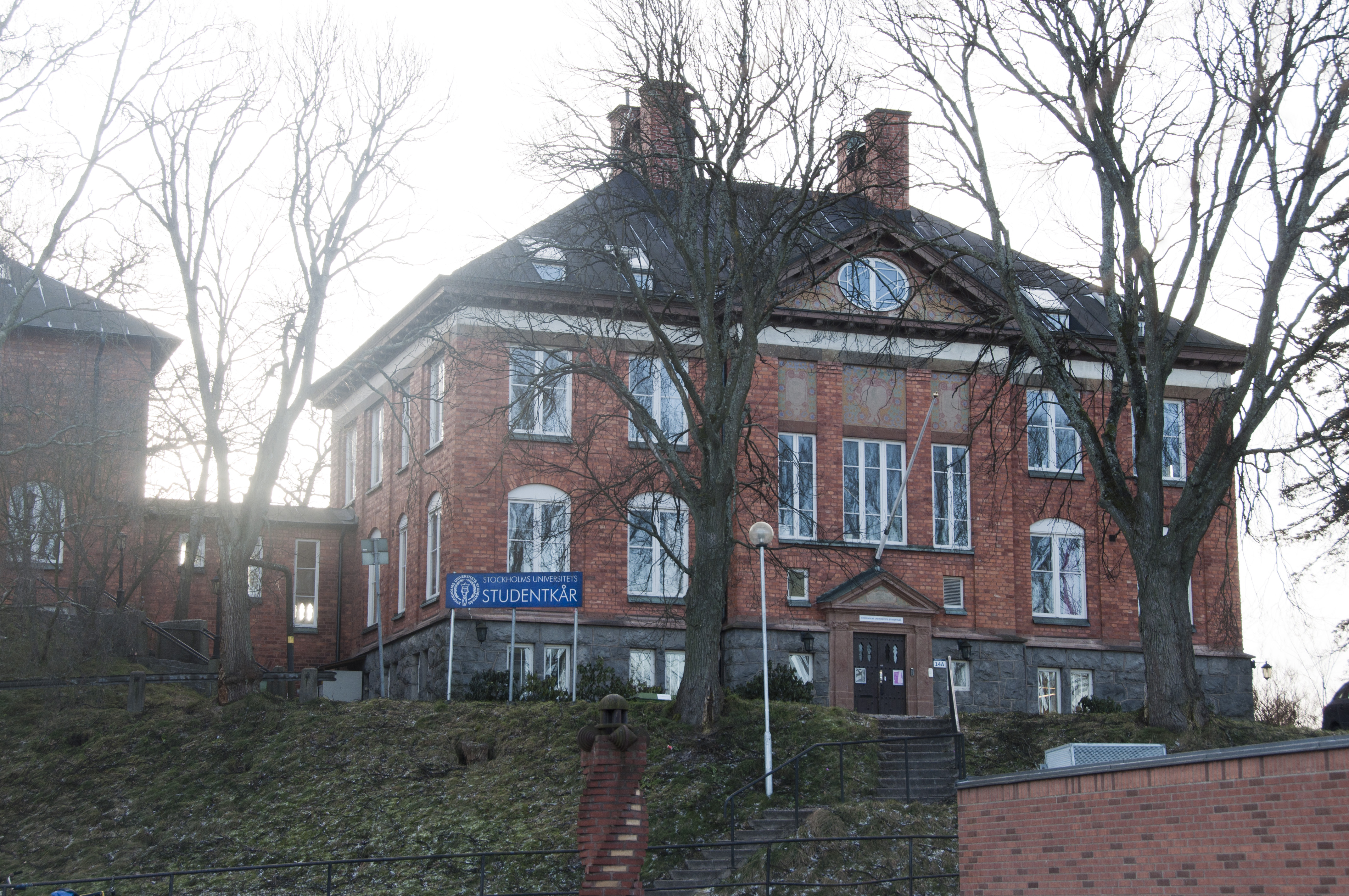
Nobelinstitutet för fysikalisk kemi vid Frescati

Kungliga Vetenskapsakademien har idag inget nobelinstitut, men har under olika perioder haft tre nobelinstitut. Dessa institut fungerade i praktiken som personliga forskningsinstitut under ledning av varsin framstående svensk forskare inom fysik eller kemi. I viss utsträckning har dessa institut bistått nobelkommittéerna för fysik och kemi, men detta har inte varit deras huvuduppgift.
Det första av dessa var Vetenskapsakademiens Nobelinstitut för fysikalisk kemi, som inrättades 1905 och fick egna lokaler i Frescati i juli 1909. Föreståndare för detta institut var Svante Arrhenius.
Nobelinstitutet för teoretisk fysik bildades 1933 i de lokaler som uppförts i Frescati för Nobelinstitutet för fysikalisk kemi. Carl Wilhelm Oseen var föreståndare för detta institut.
Kungl. Vetenskapsakademiens Institut för experimentell fysik bildades 1937, och fanns också i Frescati. Föreståndare var Manne Siegbahn. Institutet kallades informellt Nobelinstitutet för fysik, men var inget renodlat nobelinstitut, eftersom det drevs med finansiering från flera håll, bland annat Knut och Alice Wallenbergs Stiftelse. 1964 blev detta institut ett helstatligt forskningsinstitut under namnet Forskningsinstitutet för atomfysik.

## Karolinska Institutets nobelinstitut
Även vid Karolinska Institutet har nobelinstitut förekommit i form av Medicinska Nobelinstitutet, med olika avdelningar.